# Иво Иванов (футболист, р. април 1985)
Вижте пояснителната страница за други личности с името Иво Иванов.
Иво Иванов (роден на 30 април 1985) е български футболист, полузащитник, състезател на Локомотив (София).